# Картмазово (деревня, Москва)
Картма́зово — деревня в Новомосковском административном округе Москвы (до 1 июля 2012 года была в составе Ленинского района Московской области). Входит в состав района Коммунарка.

## Население
| 1859 | 1890 | 1899 | 1926 | 2002 | 2006 | 2010 |
| ---- | ---- | ---- | ---- | ---- | ---- | ---- |
| 99   | ↗119 | ↗141 | ↗171 | ↘89  | ↗99  | ↗308 |

Согласно Всероссийской переписи, в 2002 году в деревне проживало 89 человек (48 мужчин и 41 женщина). По данным на 2005 год в деревне проживало 99 человек.

## География
Деревня Картмазово находится в северной части Новомосковского административного округа, на реке Сетуни, примерно в 21 км к юго-западу от центра города Москвы и 3 км к северо-востоку от центра города Московский, на Киевском шоссе.
В 3,5 км северо-западнее деревни проходит Боровское шоссе, в 5 км к востоку — Московская кольцевая автодорога, в 6 км к юго-востоку — Калужское шоссе, в 4,5 км к северу — линия Киевского направления Московской железной дороги. Ближайший населённый пункт — деревня Саларьево. Рядом с деревней располагается Ульяновский лесопарк.
В деревне четыре улицы — Киевская, Лесная, Московская и Центральная, приписано садоводческое товарищество (СНТ).

## История
В конце XVI — начале XVII века деревней владел Яков Картмазов, от фамилии которого она и получила своё название.
В «Списке населённых мест» 1862 года — владельческое сельцо 1-го стана Подольского уезда Московской губернии по правую сторону Калужского тракта, в 23 верстах от уездного города и 38 верстах от становой квартиры, при колодцах, с 14 дворами и 99 жителями (51 мужчина, 48 женщин).
По данным на 1899 год — деревня Десенской волости Подольского уезда с 141 жителем.
В 1913 году — 26 дворов.
По материалам Всесоюзной переписи населения 1926 года — деревня Передельцевского сельсовета Десенской волости Подольского уезда в 5,3 км от Калужского шоссе и 8,5 км от станции Бутово Курской железной дороги, проживал 171 житель (77 мужчин, 94 женщины), насчитывалось 33 крестьянских хозяйства.
С 1929 до 2012 гг. — населённый пункт Московской области в составе Красно-Пахорского района (1929—1946); Калининского района (1946—1957); Ленинского района (1957—1960, 1965—2012); Ульяновского района (1960—1963); Ленинского укрупнённого сельского района (1963—1965).
С 2012 года — в составе города Москвы.
- Картмазовский пруд
- Памятник жителям деревни Картмазово, павшим в боях за Родину в Великой Отечественной войне
- Памятник жителям деревни Картмазово, павшим в боях за Родину в Великой Отечественной войне